# 野球ナイジェリア代表
野球ナイジェリア代表（やきゅうナイジェリアだいひょう）は、ナイジェリアにおける野球のナショナルチームである。

## 概説
1992年のアフリカ野球選手権では3位だった。
1995年のアフリカ競技大会では、青年海外協力隊のコーチによる指導を受けている。
1996年にはナイジェリアにアフリカ野球連盟の事務所が移ってきていることもあり、コンスタントに国際大会には出場している。
1999年・2003年のアフリカ競技大会や2001年のアフリカ野球選手権で準優勝し、2007年の北京五輪アフリカ予選では2位に終わるなど、実力は、アフリカ内では南アフリカに次ぐ2番手と言える成績を残している。
年代別代表は1991年のAAA世界野球選手権に出場している。